# 메흐란 카리미 나세리
메흐란 카리미 나세리(페르시아어: مهران کریمی ناصری, 영어: Mehran Karimi Nasseri, 1945년 ~ 2022년 11월 12일)는 1988년 8월 26일부터 2006년 7월에 입원할 때까지 프랑스 파리 샤를 드 골 공항 제1터미널 출국장에서 거주한 이란 출신의 난민이다. 앨프리드 메흐란 경(영어: Sir Alfred Mehran)이라는 이름으로 알려진 나세리의 자서전은 2004년에 《터미널 맨》이라는 책으로 출판되었다.

## 생애 초반
메흐란 카리미 나세리는 1945년에 이란 후제스탄주 마스제드솔레이만에 위치한 앵글로-페르시아 석유 회사 소속 정착촌에서 태어났다. 그의 아버지는 그 회사에서 일했던 이란 출신의 의사였다. 나세리는 자신의 어머니가 같은 장소에서 일했던 스코틀랜드 출신의 간호사였다고 증언했다. 나세리는 1973년 9월에 영국에 도착하여 브래드퍼드 대학교에서 유고슬라비아학 3년 과정을 수강하였다.

## 공항 터미널 거주
나세리는 1977년에 이란에서 일어난 모하마드 레자 팔라비 군주에 대한 항의 시위로 인해 해외로 추방당했으며 여러 나라에 망명을 신청하는 등 오랜 기다림 끝에 벨기에 주재 유엔 난민 기구 사무소로부터 난민 지위를 부여받았고 이로 인해 많은 다른 유럽 국가들에 거주할 수 있도록 허용되었다. 그러나 나세리가 이란에서 추방된 적이 없다는 조사 결과가 나오고 있어서 나세리의 증언에 대한 논란이 제기되고 있다.
부모 중 한 명이 영국인인 나세리는 1986년에 영국에 정착하기로 결정했으나 1988년에 영국으로 가던 도중 서류 가방이 도난당한 것으로 알려지면서 그의 서류 또한 분실되었다. 또 다른 증언에서는 나세리가 영국으로 가는 여객선에 탑승하는 동안에 실제로 자신의 서류를 벨기에 브뤼셀로 보낸 다음에 도난당한 서류에 대한 거짓말을 한 것으로 드러난다. 나세리는 이러한 시련에도 불구하고 런던행 비행기에 탑승했지만 영국 이민 관리들에게 여권을 제시하지 못하자 즉시 프랑스로 돌아갔다. 나세리는 처음에 프랑스 경찰에 의해 체포되었으나 공항으로의 입국이 합법적이고 돌아갈 출신 국가가 없어 결국 석방되었고 이후 파리 샤를 드 골 공항 제1터미널에서 거주하기 시작했다.
그의 사건은 나중에 프랑스의 인권 변호사인 크리스티앙 부르제(Christian Bourget)가 맡았다. 프랑스 법원은 1992년에 합법적으로 입국한 나세리를 공항에서 추방할 수는 없지만 프랑스 입국을 허가할 수는 없다고 판결했다. 그 후 벨기에에서 새로운 서류를 발급받으려는 시도가 있었지만 벨기에 당국은 나세리 본인이 직접 제시해야만 그렇게 할 것이라고 밝혔다. 벨기에 당국은 1995년에 나세리에게 벨기에 여행 허가를 내주었지만 그가 사회복지사의 감독하에 벨기에에서 살기로 동의할 경우에만 허락했다. 하지만 나세리는 원래 의도대로 영국에 가고 싶다는 이유로 이를 거절했다.
프랑스와 벨기에 모두 나세리에게 거주권을 제공했지만 영국인이 되기를 원했던 나세리는 자신을 이란인으로 등록하고 본인이 선호하는 이름인 '앨프리드 메흐란 경'(Sir Alfred Mehran)이라고 표시하지 않으면서 서류에 서명하는 것을 거부했다. 나세리가 서류에 서명하지 않은 것은 부르제 변호사의 좌절감 때문이었다. 나세리의 상황에 대해 접촉했을 때 나세리의 가족은 그가 원하는 삶을 살고 있다고 믿고 있다고 진술했다.
2003년에는 스티븐 스필버그 감독이 소속되어 있던 미국의 영화 제작사인 드림웍스가 나세리에게 그의 이야기에 대한 권리를 영화 소재로 활용하기 위해 250,000 미국 달러를 지불했지만 영화 《터미널》에서는 끝내 그의 이야기가 사용되지 않았다. 2004년에는 나세리의 자서전 《터미널 맨》(The Terminal Man)이 출간되었다. 나세리가 영국의 작가인 앤드루 동킨(Andrew Donkin)과 공동 집필한 이 책은 《선데이 타임스》에서 "매우 불안하고 훌륭하다"는 평가를 받았다.
나세리의 공항 체류는 2006년 7월에 나세리가 병원에 입원하면서 공항에 앉아 있던 자리가 해체되면서 끝이 났다. 나세리는 2007년 1월 말에 병원을 떠나 프랑스 적십자사 공항지부에서 치료를 받았다. 나세리는 공항에서 가까운 호텔에 몇 주 동안 묵었다. 나세리는 2007년 3월 6일에 파리 20구에 위치한 에마위스(Emmaus) 자선 리셉션 센터로 자리를 옮겼고 2008년부터 파리 보호소에서 생활했다. 나세리는 18년 동안에 걸쳐 샤를 드 골 공항 제1터미널에 머무는 동안에 짐을 옆에 두고 책을 읽거나 일기를 쓰거나 경제학을 공부하는 데에 시간을 보냈다. 나세리는 공항 직원들로부터 음식과 신문을 받았고 그의 이야기와 응원의 편지를 듣기를 열망하는 기자들의 방문도 받았다.

## 다큐멘터리와 허구화
나세리의 이야기는 장 로슈포르가 주연을 맡았고 1994년에 국제적으로 개봉된 프랑스의 영화 《하늘에서 떨어지다》에 영감을 주었다. 마이클 패터니티가 집필하고 《GQ》에서 "미국의 베스트 비필수 독서"로 출간된 단편 소설 《15년의 레이오버》는 나세리의 삶을 연대기 형식으로 담고 있다. 핀란드의 이란 출신 작가인 알렉시스 쿠로스는 2000년에 나세리를 주제로 한 다큐멘터리 영화 《드 골 공항에서 고도를 기다리며》를 제작했고 영국의 영화 감독인 글렌 러치퍼드와 폴 버첼러는 2001년에 나세리를 주인공으로 한 모큐멘터리 《여기에서 어디로》를 제작했다. 하미드 라흐마니안과 멜리사 히바드는 2001년에 다큐멘터리 《샤를 드 골 공항의 앨프리드 경》을 제작했다.
보도에 따르면 나세리는 2004년에 개봉된 스티븐 스필버그 감독의 영화 《터미널》에 등장하는 빅토르 나보르스키(톰 행크스 역)에 영감을 주었다고 한다. 그러나 이 영화의 웹사이트도, 홍보 자료도, DVD "특집"도 나세리의 상황을 영화의 영감으로 언급하지는 않았다. 그럼에도 불구하고 《뉴욕 타임스》는 스필버그 감독이 영화 《터미널》 제작을 위한 기반을 마련하기 위하여 나세리의 인생 이야기에 대한 권리를 샀다고 언급했다. 《가디언》은 스필버그 감독이 소속된 영화 제작사인 드림웍스가 나세리에게 그의 이야기에 대한 권리를 위해 250,000 미국 달러를 지불했다고 밝혔고 2004년에는 나세리가 자신의 벤치 옆에서 자신의 여행 가방을 걸치고 있는 스필버그 감독의 모습이 등장하는 영화를 광고하는 포스터를 들고 있었다고 보도했다. 보도에 따르면 나세리는 영화 《터미널》에 대해 흥분했다고 한다. 하지만 나세리가 영화관에서 그 영화를 볼 기회가 있을 것처럼 여기지는 않았다고 한다.
나세리의 이야기는 2006년 3월에 오스트레일리아 애들레이드 페스티벌 극장에서 상연된 영국의 작곡가인 조너선 도브의 현대 오페라 《플라이트》(Flight)에 영감을 주기도 했는데 조너선 도브는 이 오페라를 계기로 헬프먼상을 수상하게 된다.

## 같이 보기
- 무국적